# Acolophoides
Acolophoides is een geslacht van kevers uit de familie somberkevers (Zopheridae).